# Xa lộ Liên tiểu bang 72
Xa lộ Liên tiểu bang 72 (tiếng Anh: Interstate 72 hay viết tắt là I-72) là một xa lộ liên tiểu bang tại Trung Tây Hoa Kỳ. Đầu phía tây của nó nằm trong thành phố Hannibal, Missouri tại một điểm giao cắt với Quốc lộ Hoa Kỳ 61; đầu phía đông của nó nằm ở Phố Country Fair trong thành phố Champaign, Illinois.  Năm 2006, Nghị viện Tiểu bang Illinois đặt tên cho cả Xa lộ Liên tiểu bang 72 là Xa lộ Tưởng niệm Purple Heart (Purple Heart là huân chương cao quý do tổng thống Hoa Kỳ trao tặng cho những người bị thương hay hy sinh trong lúc phục vụ trong Quân đội Hoa Kỳ).  Đoạn xa lộ giữa Springfield và Decatur cũng có tên là Xa lộ cao tốc Tưởng niệm Penny Severns, và đoạn nằm giữa dặm số 35 và Sông Mississippi được biết với tên gọi Xa lộ Lịch sử Free Frank McWorter (biệt danh của một người nô lệ Mỹ tự mua tự do cho mình).

## Mô tả xa lộ
|           | dặm | km  |
| --------- | --- | --- |
| MO        | 2   | 3   |
| IL        | 182 | 295 |
| Tổng cộng | 184 | 298 |

I-72 chạy khoảng trên 2 dặm (3,2 km) trong tiểu bang Missouri. Điểm đầu phía tây của nó là một nút giao thông khác mức với Quốc lộ Hoa Kỳ 61 đến Cầu Tưởng niệm Mark Twain trên Sông Mississippi. Cầu này nối thành phố Hannibal với tiểu bang Illinois.  Hiện nay, chỉ có hai lối ra cho I-72 trong tiểu bang Missouri.
Trong tiểu bang Illinois, I-72 chạy khoảng 182 dặm (293 km). Các đoạn của I-72 và I-172 từ Springfield đến Quincy thường được gọi tên là Xa lộ cao tốc Trung Illinois (CIE). Tính đến năm 2007, I-72 có một xa lộ thương mại là Xa lộ vòng Thương mại 72 trong thành phố Jacksonville.

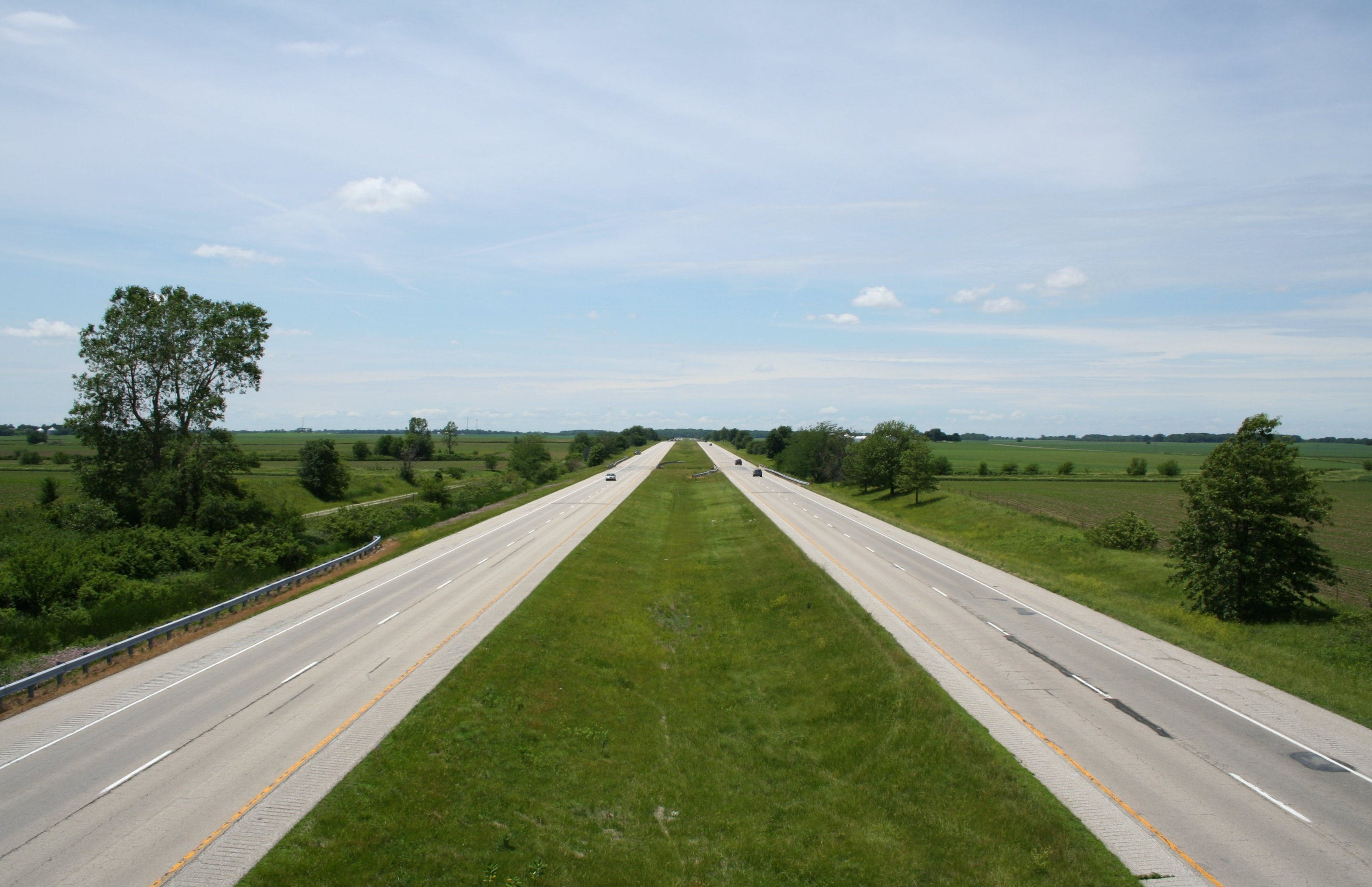
Một đoạn đường của I-72 ở phía bắc thành phố Seymour, Illinois, chiều đi về phía tây.

Gần Valley City ở mốc dặm số 42 là hai cầu Valley City Eagle. Hai cầu riêng biệt cho hai chiều xe bắt qua Sông Illinois trong vùng nông thôn trung-tây tiểu bang Illinois. Gần mốc dặm 78 có một biển dấu đánh dấu kinh tuyến 90 độ.
Tại điểm đầu phía đông trong thành phố Champaign, I-72 tiếp tục và trở thành Phố Church (chiều đi hướng tây) và Phố University (chiều đi hướng đông). Cả hai chiều thành đường phố một chiều chạy thêm khoảng 3 dặm (4,8 km) vào trong phố chính Champaign.

## Xa lộ phụ
- Xa lộ nhánh ngắn tại Quincy, Illinois có tên là Xa lộ Liên tiểu bang 172

## Các xa lộ có liên quan
Xa lộ Thương mại Liên tiểu bang 72 (viết tắt là BL 72) là xa lộ thương mại hình cung của I-72 tại Jacksonville. Nó chạy từ nút giao thông lập thể U.S. 36/I-72/U.S. 67 ở tây nam thành phho61 Jacksonville về hướng bắc dọc theo đường tránh thuộc Quốc lộ Hoa Kỳ 67 tại thành phố Jacksonville đến con đường cũ của Quốc lộ Hoa Kỳ 36 (Phố Morton). Trên phố Morton, BL 72 chạy theo hướng đông qua phố chính thành phố Jacksonville cho đến khi đến I-72 tại lối ra 68. Con đường dài khoảng 9,5 dặm (15,3 km).